# Неретиня
Не́ретиня (латыш. Neretiņa), Не́рета (латыш. Nereta) или Нярята́ (Неретеле; лит. Nereta, Neretēle) — река в Латвии и Литве. Течёт по территории Неретского края Латвии, а также Биржайского и Рокишкского районов Литвы. Правый приток среднего течения Мемеле.
Длина реки составляет 25 км. Площадь водосборного бассейна равняется 108 км² (по другим данным — 89 км²). Объём годового стока — 0,024 км³. Средний расход воды в устье — 0,61 м³/с. Уклон — 0,85 м/км, падение — 23 м.
Начинается в заболоченном лесу на латвийско-литовской границе у деревни Эйкинишкис. В Литве располагается участок верхнего течения длиной 6,6 км, далее до устья на протяжении 18 км по реке проходит латвийско-литовская граница. Впадает в Мемеле на высоте 69 м над уровнем моря.